# Уго Ајала
Уго Ајала Кастро (шп. Hugo Ayala Castro; Закапу, 31. март 1987) је мексички професионални фудбалер, који игра за клуб УАНЛ Тигрови и фудбалску репрезентацију Мексика.

## Клупска каријера

### Атлас
Професионалну каријеру започео је у ФК Атлас, а прву утакмицу за овај тим одиграо је 2006. године, на мечу против ФК Депортиво Гвадалахара, његов тим изгубио је резултатом 3–1. У наредној сезони ушао је у прву поставу тима. ФК Атлас напустио је 2010. године.

### УАНЛ Тигрови
Године 2010. заиграо је за УАНЛ Тигрове у првој постави и био кључни играч тима у првенству. У сезони 2010/11 проглашен је најбољим одбрамбеним играчем.

## Репрезентативна каријера
У периоду од 2006—2007. године играо је за фудбалску репрезентацију Мексика до 20. година.
У мају 2018. године позван је у тим репрезентације Мексика за Светском првенству у фудбалу 2018. године, одржано у Русији. На Светском првенству 2018. играо је у првој постави против репрезентације Немачке, где је селекција Мексика победила резултатом 1:0. 

## Статистика каријере

### Репрезентативна статистика
До 2. јула 2018
| Мексико | Мексико | Мексико |
| Год     | Ута     | Гол     |
| ------- | ------- | ------- |
| 2009    | 2       | 0       |
| 2010    | 1       | 0       |
| 2011    | 0       | 0       |
| 2012    | 4       | 0       |
| 2013    | 4       | 0       |
| 2014    | 3       | 0       |
| 2015    | 10      | 0       |
| 2016    | 5       | 0       |
| 2017    | 9       | 0       |
| 2018    | 7       | 1       |
| Укупно  | 45      | 1       |

### Голови за репрезентацију
Статистика у дресу селекције Мексика.
|    | Датум           | Локација                              | Противник           | Гол | Резултат | Такмичење            |
| -- | --------------- | ------------------------------------- | ------------------- | --- | -------- | -------------------- |
| 1. | 31. јануар 2018 | Аладом, Сан Антонио, Сједињене Државе | Босна и Херцеговина | 1:0 | 1:0      | Пријатељска утакмица |